# قمشلو (سجاس‌رود)
قمشلو (خدابنده)، روستایی از توابع بخش سجاس‌رود شهرستان خدابنده در استان زنجان ایران است.

## جمعیت
این روستا در دهستان آق بلاغ قرار دارد و براساس سرشماری مرکز آمار ایران در سال ۱۳۸۵، جمعیت آن ۷۷ نفر (۱۲خانوار) بوده‌است. براساس سرشماری سال ۹۱ جمعیت آن ۵۰ نفر (ده خانوار) است.
این روستا بر اساس سرشماری مرکز آمار ایران در سال ۱۳۹۵، جمعیت آن ۶۸ نفر (۲۰خانوار)بوده‌است.
اکثر جمعیت این روستا به شهرهای بزرگ محاجرت کرده‌اند و برای تفریح به آن سفر میکنند.

## جاذبه‌های دیدنی
- امام زاده جبار
- داشقالا
- اوتای (باداملخ)
- هامبارا
- قره داق
- غیب باچاسی
- خانه تاریخی امیرعلی (کبیر)
- خانباغی